# Perspectivia.net
Perspectivia.net est un repértoire en ligne de publications académiques. L'organisme publie des articles et des comptes-rendus au sein des sciences humaines, et fait partie de l'organisme gouvernemental allemand Max Weber Stiftung – Deutsche Geisteswissenschaftliche Institute im Ausland (Fondation Max Weber – instituts allemands en Sciences humaines à l’étranger), lequel est lui-même supervisé par le Ministère fédéral de l'Éducation et de la Recherche allemand. Perspectivia.net naquit en 2007 en tant que projet indépendant subventionné par le gouvernement allemand. Sa plateforme de publication en ligne fut lancée en 2008.
Les articles et les comptes-rendus sont principalement soumis par les divers instituts d'histoire allemands (Deutsche Historische Institute) ainsi que leurs chercheurs invités. L'organisme publie également des textes numérisés d'œuvres datées, les rendant ainsi accessibles au grand public. Tout contenu est publié selon le principe de libre accès, la plupart des documents étant soumis sous une licence creative commons (CC-BY-NC-ND).
Le site peut être visualisé dans huit langues différentes: allemand, anglais, français, italien, polonais, russe, arabe et japonais.